# Cầu thay

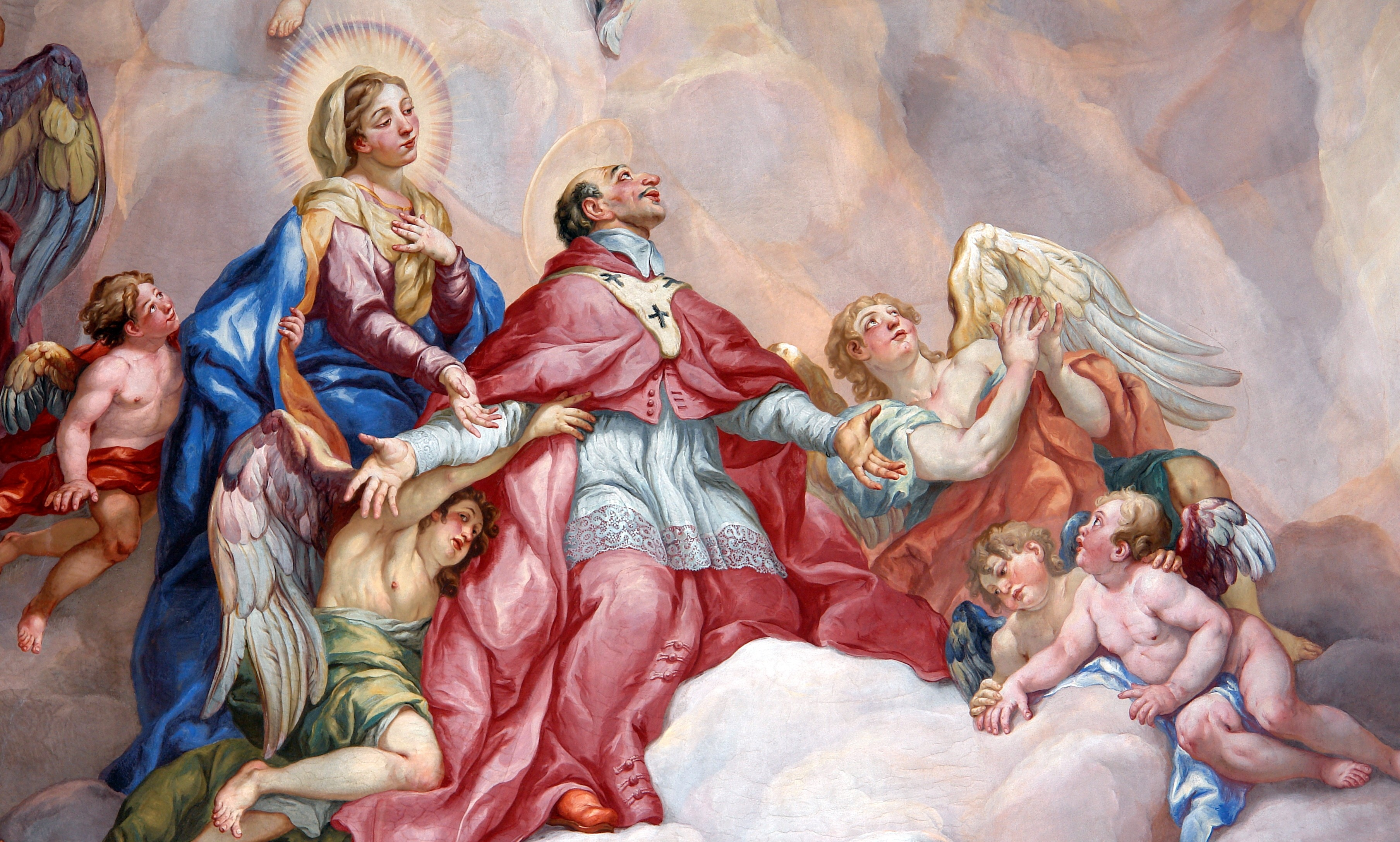
Họa phẩm về lễ cầu bầu

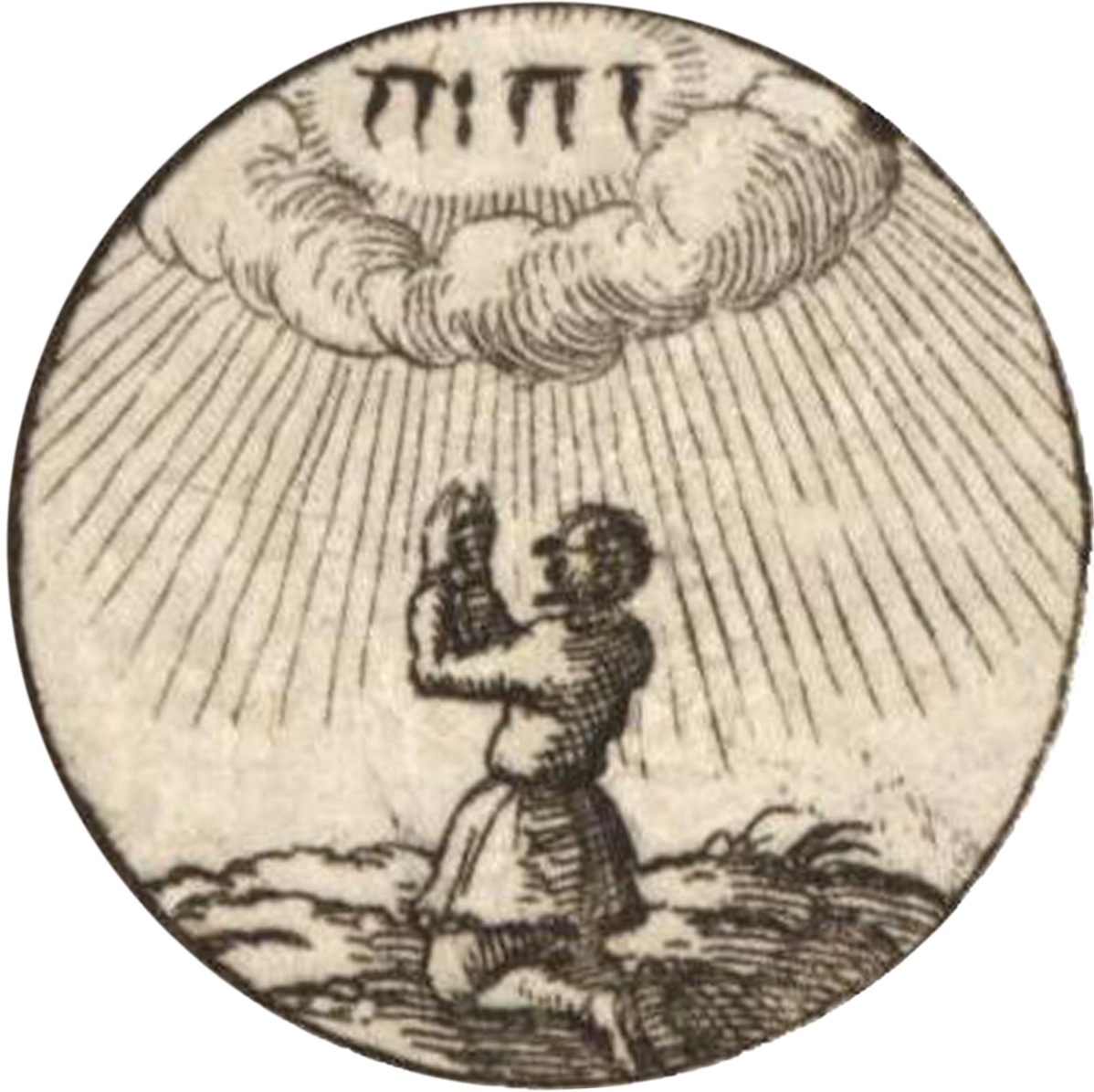
"Tông Luther cho biết họ có thể bảo lưu danh phận các thánh nhân, nhưng không coi thánh nhân là Cứu Chúa đại diện Thượng đế hoặc là người cầu thay, mà chỉ coi họ là tấm gương và nguồn cảm hứng cho đức tin và đời sống của bản thân chúng ta." — Điều 21, Bài tín điều Augsburg.

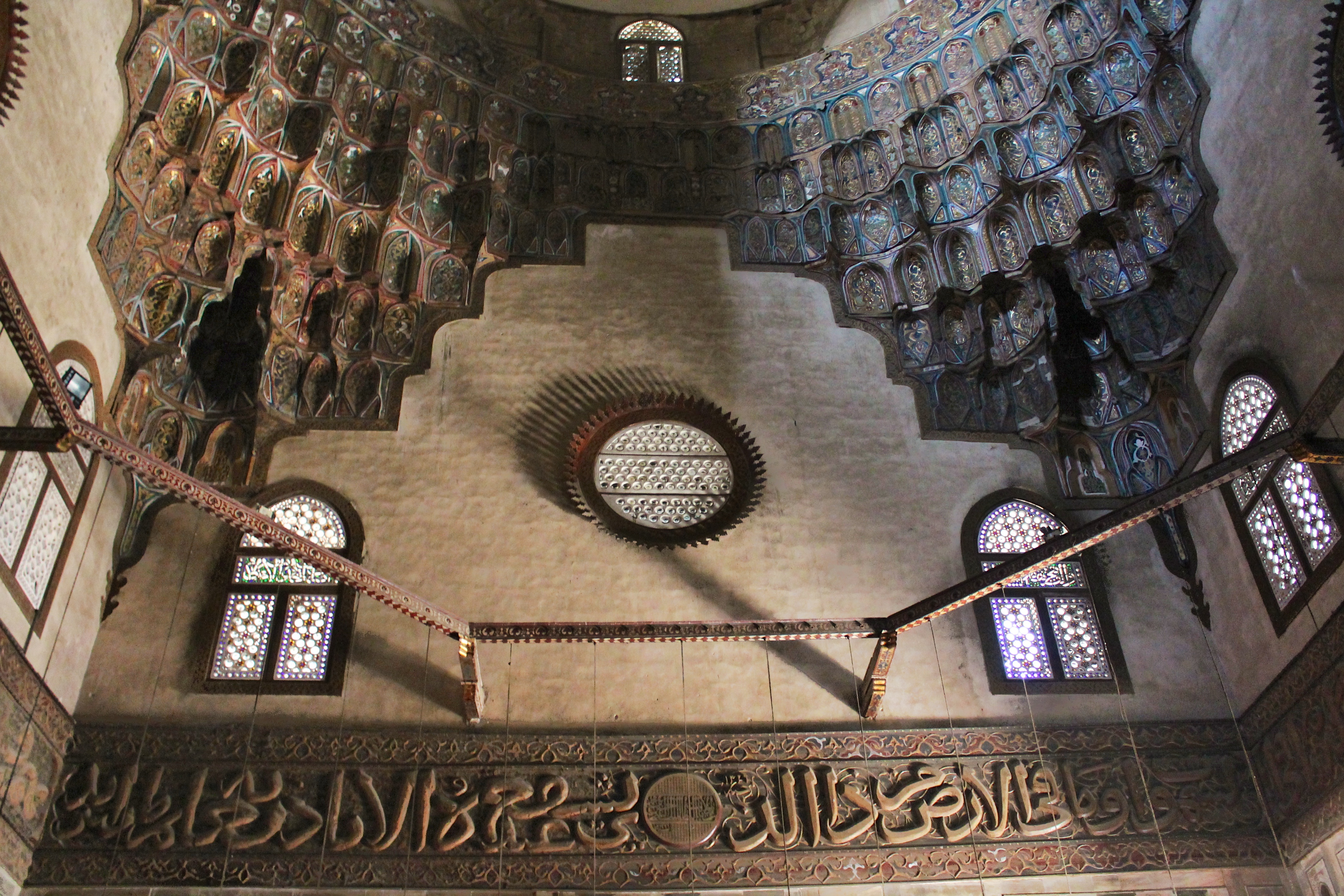
Những câu thơ liên quan đến cầu thay được khắc lên tường của Nhà thờ Hồi giáo Sultan Hasan ở Cairo, Ai Cập.

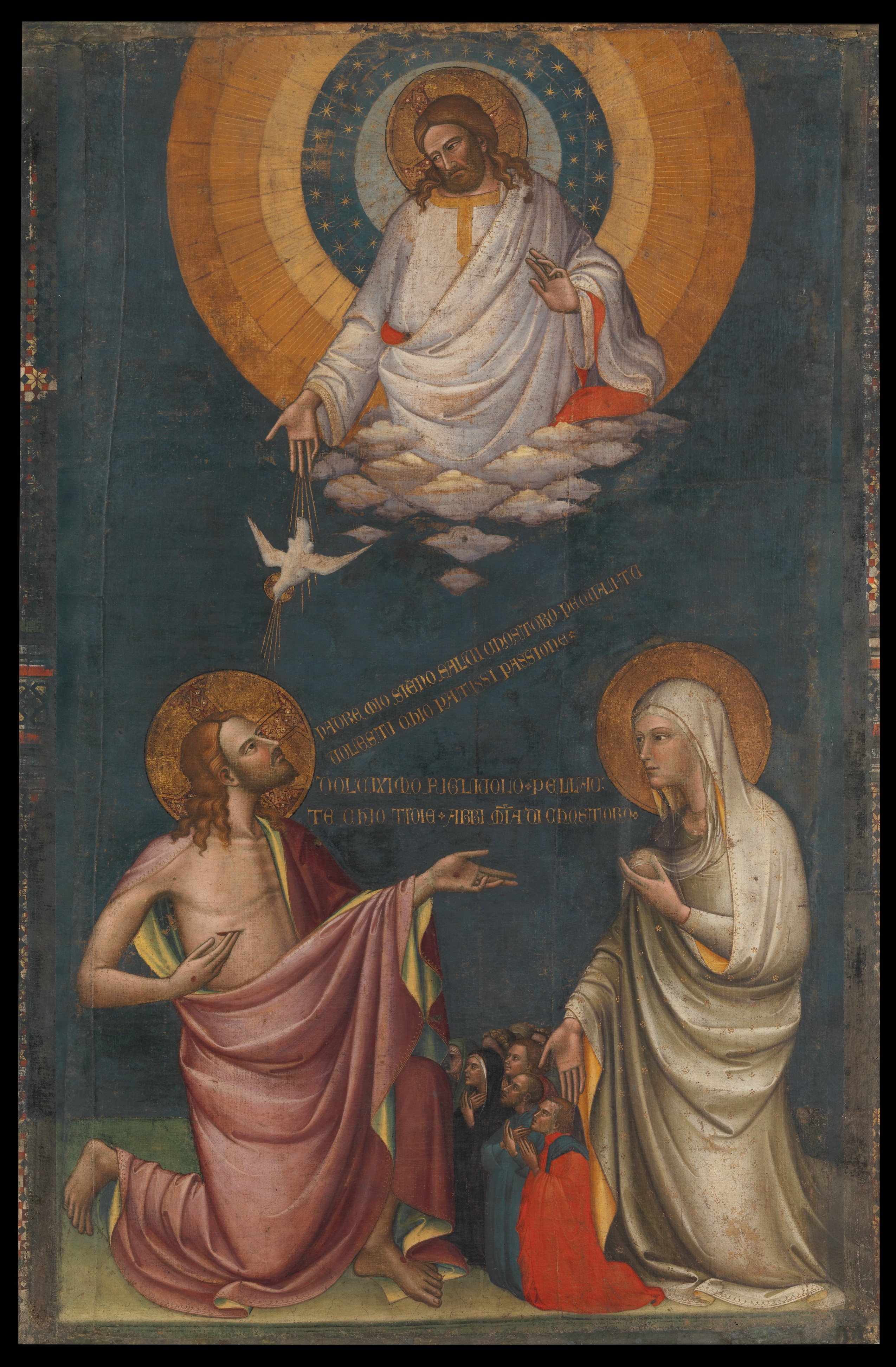
Bức tranh Lời chuyển cầu của Chúa Jesus và trinh nữ Mary lên Đức Chúa Cha, do hoạ sĩ người Ý Lorenzo Monaco vẽ vào thế kỉ XIV.

Cầu thay, cầu hộ, kêu van(Tin Lành) (chữ Anh: Intercession, chữ Hebrew: פָּגַע /pāḡaʿ/, chữ Hi Lạp: ἐντυγχάνω /entugchanó/), hoặc gọi chuyển cầu, cầu bầu, nài van(Công giáo La Mã), là hành vi thỉnh cầu, cầu xin, mong cầu, cầu chúc lên Thượng đế do đại biểu các Cơ Đốc nhân tiến hành hoặc do đại biểu Hội Thánh tiến hành.. Cầu thay bắt nguồn từ chữ La-tinh intercedere, trong đó inter (giữa hai phía) và cedere (đi qua, trải qua). Xét về mặt chữ, intercession chính là hành động đứng giữa xoay chuyển, trọng tài và điều giải sự khác biệt giữa hai phía, là trung gian giữa hai phía Đức Chúa Trời và toàn thể nhân loại. Xét về mặt thần học, chữ đó phiên dịch thành cầu thay, nghĩa là đi qua trung gian giữa người khác với Đức Chúa Trời.
Trong "Sách I Ti-mô-thê" chương 2 câu 1, sứ đồ Phao-lô từng nói: "Vậy, trước hết mọi sự ta dặn rằng, phải khẩn nguyện, cầu xin, kêu van, tạ ơn cho mọi người". Đoạn kinh văn này đã tiến hành phân biệt các loại cầu chúc khác nhau. Cầu thay là cầu hộ cho người khác, xuất phát từ bản năng của con người mà phát sinh tự nhiên, nó cho thấy rõ mối quan hệ giữa Thượng đế với con người không chỉ là mối quan hệ cá nhân, đồng thời cũng là mối quan hệ xã hội. Lời cầu nguyện tự phát mà thâm tình đại biểu cho người khác lên Đức Chúa Trời trở thành hành vi thường nhật của các giáo sĩ Thánh chức được tấn phong chính thức. Trong Thánh kinh có rất nhiều ghi chép liên quan đến cầu thay. Các Đấng Trung bảo trong cầu nguyện rất phổ biến trong Thánh kinh Cựu ước, ví dụ như Abraham, Moses, David, Samuel, Hezekiah, Elijah, Jeremiah, Ezekiel và Daniel. Chúa Jesus Christ được miêu tả là Đấng Cầu thay tối hậu, do đó tất cả lời cầu nguyện của Cơ Đốc nhân đều trở thành cầu thay, bởi vì những lời cầu nguyện này đều là nhờ cậy Đấng Christ mà dâng hiến lên Thượng đế. Theo giáo lí Cơ Đốc giáo, sau khi Chúa Jesus thăng thiên, cũng chủ động cầu thay cho người khác. Cầu thay được biết là một mỹ đức.